# EnBW

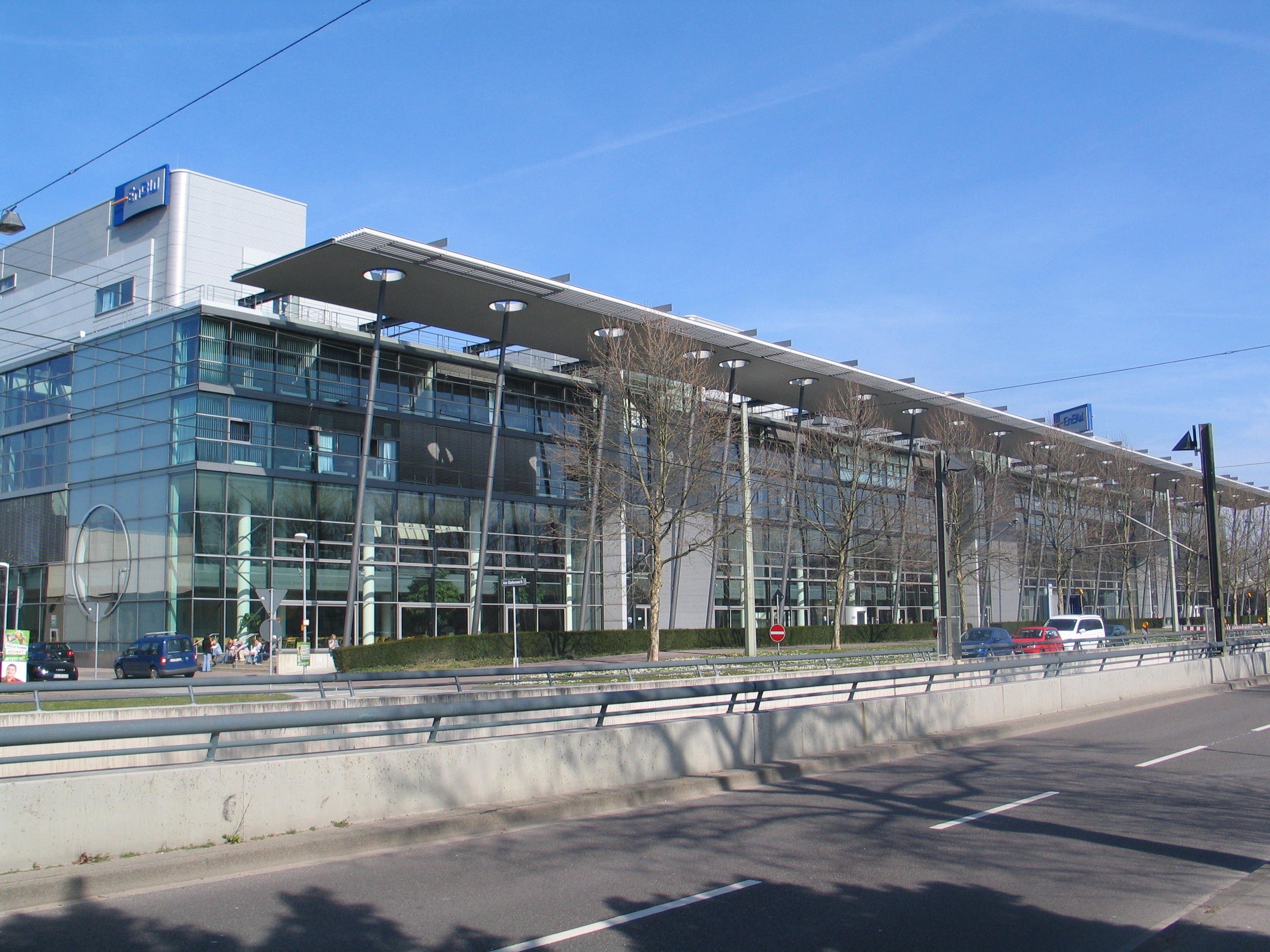
Sede central de EnBW en Karlsruhe

La empresa Energie Baden-Württemberg AG o simplemente EnBW es la tercera empresa energética de Alemania y tiene su sede social en Karlsruhe.

## Historia
EnBW nació el 1 de enero de 1997 como resultado de la fusión de las empresas de energía Badenwerk AG y Energieversorgung Schwaben AG (EVS). 

## Actividades
EnBW distribuye sus actividades entre la producción eléctrica, la producción de gas y los servicios energéticos y de medio ambiente.

## Accionariado
Los dos accionistas principales de la empresa son la compañía alemana OEW (Zweckverband Oberschwäbische Elektrizitätswerke) y el Land de Baden-Wurtemberg, cada uno de ellos con una participación del 45,01%. En diciembre de 2010, la Land de Baden-Wurtemberg adquirió la participación del 45% que poseía Électricité de France.

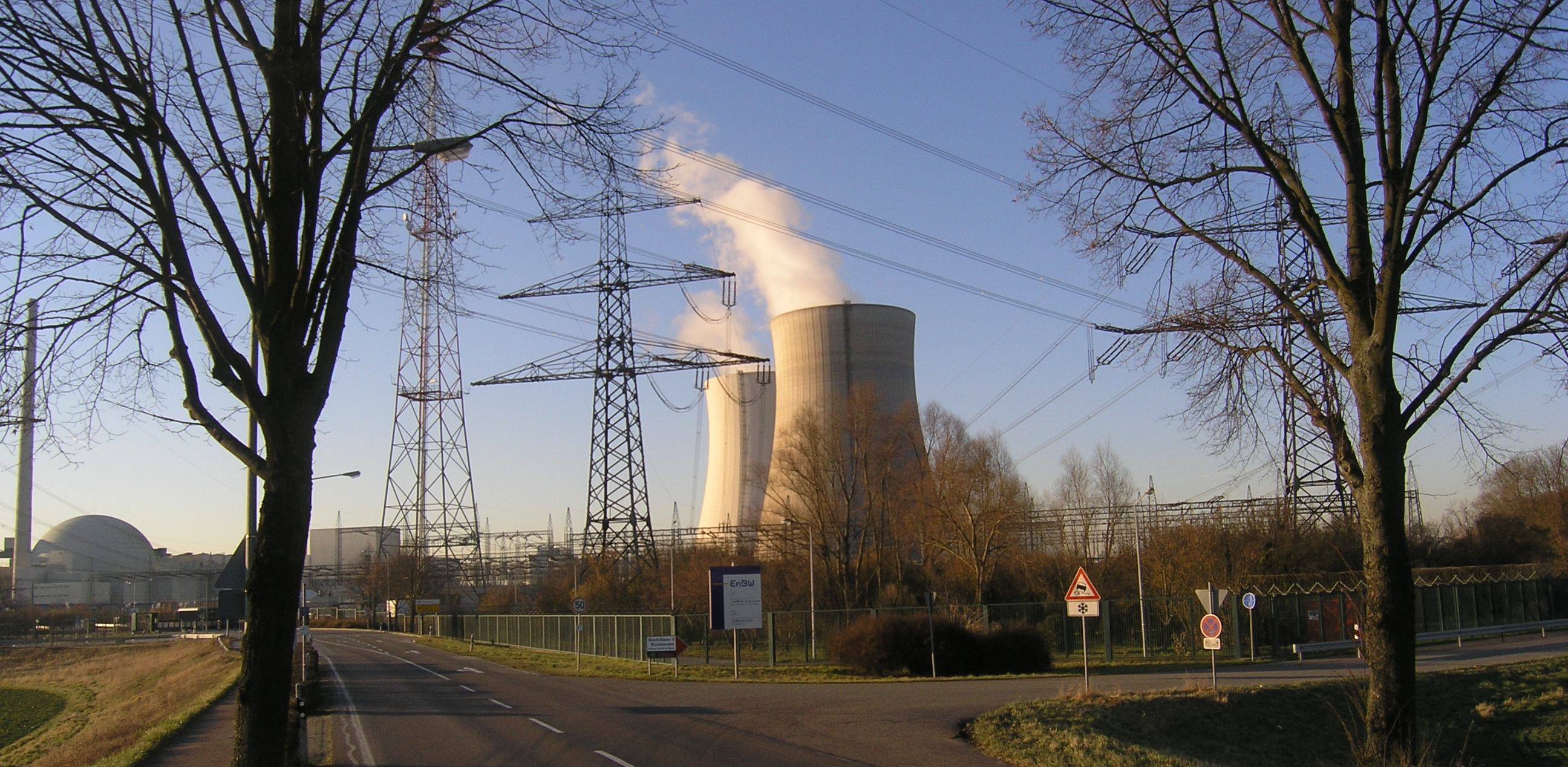
Central nuclear de Philippsburg, perteneciente a EnBW.